# Cole Brings Plenty
Cole Thomas „Coco“ Brings Plenty (* 18. August 1996 in Eagle Butte, Süddakota; † 5. April 2024 bei Edgerton, Kansas) war ein US-amerikanischer Schauspieler indigener Abstammung.

## Leben und Karriere
Brings Plenty, ein Lakota, war der Sohn von Joni und Joseph Brings Plenty Sr., ehemaliger Polizeichef des Cheyenne River Sioux-Stammes; sein älterer Bruder Joseph ist Strafverfolger. Er besuchte bis 2004 die Cheyenne-Eagle Butte School und machte 2014 seinen High-School-Abschluss, später studierte er an der Haskell Indian Nations University (HINU) in Lawrence Medienwissenschaften.
Bekannt wurde er als „Pete Plenty Clouds“ an der Seite von Helen Mirren und Harrison Ford in der Fernsehserie 1923 – einem Ableger der Westernserie Yellowstone. In Yellowstone war bereits sein Onkel Moses Brings Plenty zu sehen. Daneben spielte er auch in Into the Wild Frontier, Tall Tales of Jim Bridger und arbeitete als Model.
Brings Plenty wurde seit dem 31. März 2024 nach unbestätigten Vorwürfen häuslicher Gewalt vermisst und war vom Lawrence Kansas Police Department zur Fahndung ausgeschrieben. Sein Leichnam wurde nach einem Bericht des Johnson County Sheriff’s Office am 5. April 2024 in der Nähe seines abgestellten Fahrzeugs in einem Waldgebiet bei Edgerton aufgefunden; die Umstände seines Todes wurden auf Bitte der Familie und nach richterlicher Anweisung vom 28. April 2024 nicht veröffentlicht, ein Fremdverschulden wurde aber ausgeschlossen. Brings Plenty wurde 27 Jahre alt und fand auf dem Familienfriedhof in Red Scaffold seine letzte Ruhe.

## Filmografie (Auswahl)
- 2023: 1923
- 2023–2024: Into the Wild Frontier
- 2024: The Tall Tales of Jim Bridger